# 條紋肩鰓䲁
條紋肩鰓䲁（學名：Omobranchus fasciolatus），為輻鰭魚綱鳚形目䲁科肩鰓䲁屬的一種，分布於西印度洋紅海南部至莫三比克伊尼揚巴內、波斯灣至刻赤灣海域，體魚體延長，略側扁，頭短鈍，身體前部有寬闊、不規則、暗色的條紋，雄魚背鰭柔軟，中間有暗色斑點，背鰭硬棘11-12枚、背鰭軟條18-19枚、臀鰭硬棘2枚、臀鰭軟條20-22枚，體長可達6.8公分，棲息在水淺的河口區，通常躲在牡蠣空殼中，雌魚產附著性卵，雄魚有護卵行為，幼魚為浮游性，生活習性不明。